# Léon Tom
Léon Tom, född 25 oktober 1888 i Antwerpen, var en belgisk fäktare och bobåkare. Han deltog i fem olympiska spel, fyra sommarspel och ett vinterspel. Som bäst lyckades han erövra två silvermedaljer i lagvärja Antwerpen 1920 och Paris 1924.